# Alfred Løken
Johan Christian Alfred Løken, född 12 september 1873 i Oslo, död där i januari 1951, var en norsk försäkringsman.
Løken blev direktör för Oslo gjensidige Glasforsikringsselskab 1911 och generalagent i Norge för försäkringsbolagen i Skåne, Malmö och Schweiz från 1908. Han nedlade ett betydande arbete inom försäkringsorganisationen i Norge, bland annat som vice ordförande 1924–27 i Den norske forsikringsforening.